# Marco Donadel
Marco Donadel (Conegliano, 21 de abril de 1983) é um ex-futebolista italiano que atuava como volante.

## Carreira
Donadel representou a Seleção Italiana de Futebol nas Olimpíadas de 2004, que conquistou a medalha de bronze.

## Títulos
Napoli
- Coppa Italia: 2011-12